# Bibliothèque d'étude et du patrimoine
La bibliothèque d'étude et du patrimoine fait partie du réseau des bibliothèques municipales de Toulouse, elle conserve les collections historiques de la ville. Construite à partir de 1932, elle a été inaugurée le 30 mars 1935 et est inscrite à l'inventaire des monuments historiques depuis le 7 décembre 1994.
La bibliothèque d'étude et du patrimoine a pour mission d'enrichir et de mettre en valeur les collections patrimoniales et le patrimoine jeunesse qu'elle conserve.
Elle a vocation à développer un pôle spécialisé sur Toulouse et sa région dans le fonds régional.
Elle met à disposition une documentation diversifiée et actualisée sur tous les domaines de la connaissance dans les collections d'étude.
Elle est chargée de collecter le dépôt légal imprimeur, ce qui enrichit les collections de nombreux documents imprimés dans la région. En effet les imprimeurs de l'ancienne région Midi-Pyrénées déposent à la bibliothèque un exemplaire de leurs impressions : livres, journaux, revues, brochures, cartes postales, affiches...

## Histoire

### Contexte économique et social
Le début des années 1930 est marqué par la crise économique. Dans ce contexte, la municipalité socialiste lance de grands chantiers pour soutenir l’économie locale. Deux mandats successifs d’Étienne Billières, maire de 1925 à 1935, permettent de réaliser un important programme d’équipements publics (parc des sports, bains-douches, régie d’électricité…) et d’habitat social (HBM, cités-jardins…).
La municipalité met particulièrement l'accent sur l’éducation : quinze groupes scolaires sont mis en chantier. La bibliothèque étant la pièce maîtresse de cette politique, elle veut donc construire un bâtiment monumental.

### Un chantier typique des années 1930

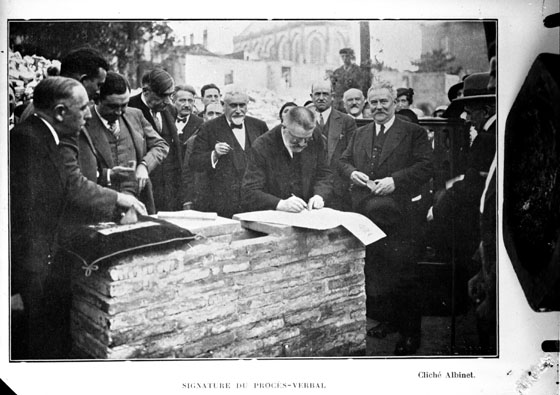
Pose de la première pierre de la bibliothèque, le 25 juin 1932.

Durant l'entre-deux-guerres, la France était très en retard dans la construction des bibliothèques : les bâtiments étaient souvent inadaptés, trop exigus, et ne garantissaient pas de bonnes conditions de conservation. Toulouse n'échappait pas à cette règle : la bibliothèque, appelée "Bibliothèque de la Ville" avant le déménagement, se trouvait depuis le XVIIIe siècle dans les locaux de l’actuel collège Pierre de Fermat (ancien collège royal), rue Lakanal. Elle était beaucoup trop petite : moins de 50 places pour les lecteurs alors que la ville de Toulouse comptait alors 200 000 habitants (324 places sont prévues dans la nouvelle bibliothèque) et il n’y avait plus d'espace disponible pour l’accroissement des collections. Les locaux étaient vétustes : problèmes d’humidité et de sécurité avec l’utilisation de becs de gaz pour l’éclairage. Les collections, classées depuis 1897 en raison de leur richesse patrimoniale, s’élevaient à 200 000 volumes environ : manuscrits médiévaux, incunables, livres anciens…
La nouvelle Bibliothèque municipale, rue du Périgord, ambitionne d'accueillir la Bibliothèque de la Ville de la rue Lakanal, mais également la Bibliothèque Populaire Municipale qui se trouve rue des Salenques à partir de 1928 : un véritable "processus d'unification de la lecture publique" à Toulouse est en cours .
François Galabert, bibliothécaire en chef de la ville au moment de la construction, la qualifie de « bibliothèque la plus mal logée de France ». Il paraissait donc urgent de doter Toulouse d’une bibliothèque digne de ce nom.

### «Le palais rêvé des livres et des travailleurs»

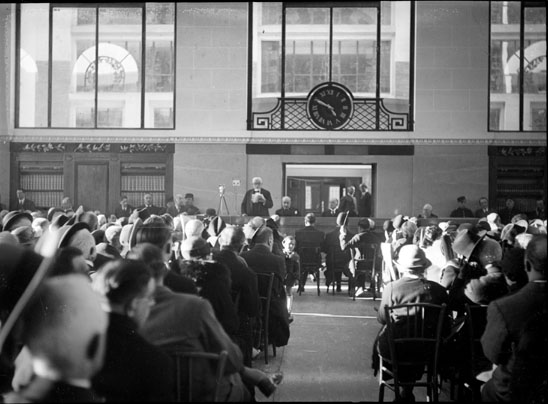
Inauguration de la bibliothèque municipale, le 30 mars 1935.

Comme en témoignent les premiers plans et dessins aquarellés de l'édifice, la future bibliothèque ressemble davantage à un palais qu’à un lieu d’étude. La taille et le luxe de ce bâtiment surprennent le visiteur d’aujourd’hui. À l’époque, le choix de la municipalité est clair : « faire de cette bibliothèque, dans ses moindres détails, le palais rêvé des livres et des travailleurs »,.
Comme dans un palais, le bâtiment a une cour d’honneur décorée de sculptures, signe de l’importance accordée au livre et au lecteur. Le livre est considéré comme la source des connaissances, et l'on veut offrir au lecteur un cadre à la fois majestueux et confortable pour l’inciter à la lecture et au savoir. La bibliothèque ressemble aussi à un temple avec son rez-de-chaussée surélevé, les marches symbolisant l’élévation de l’esprit.

## Emplacement

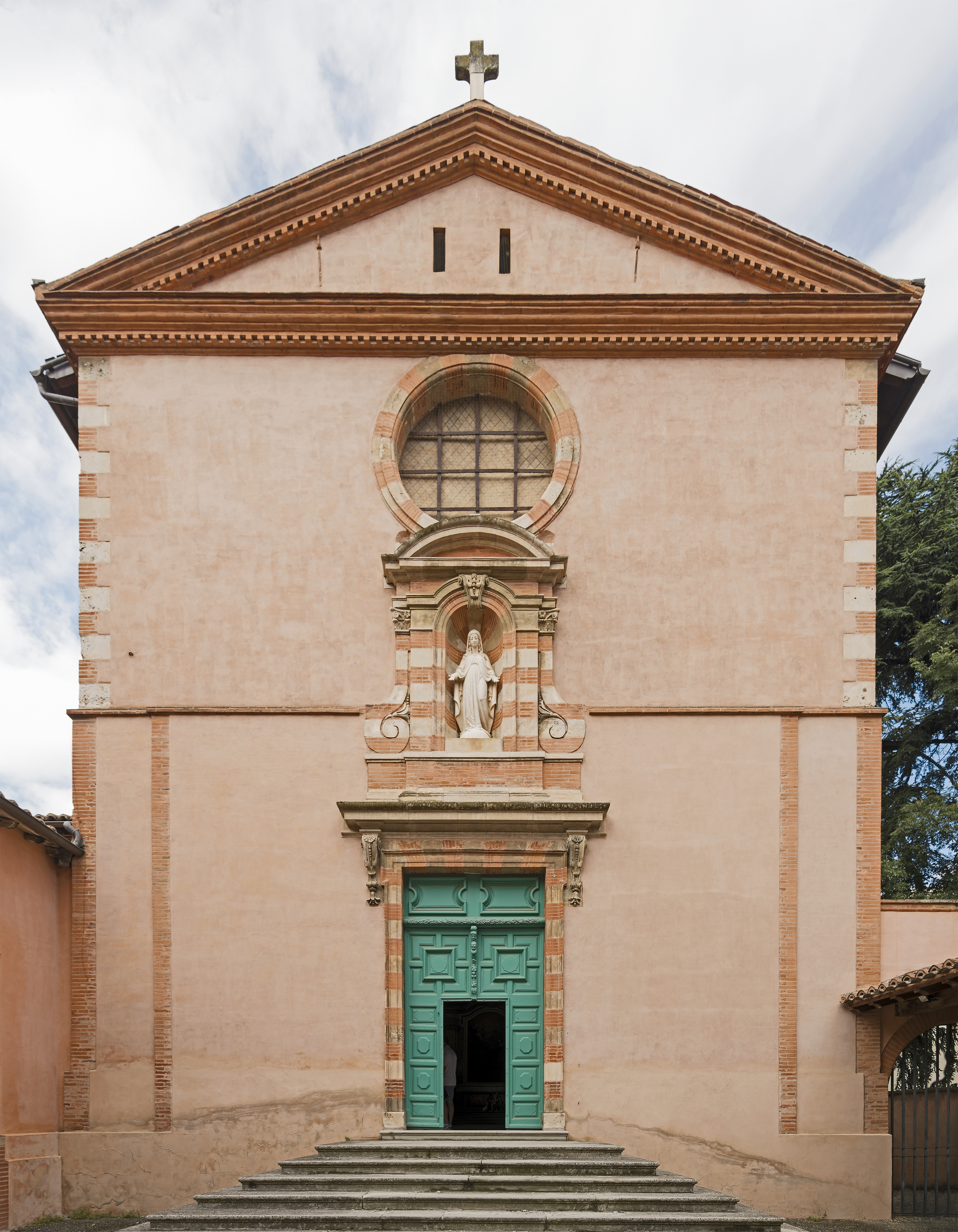
La chapelle des Carmélites.

La bibliothèque est construite sur l’emplacement de l’ancien couvent des Carmélites construit au XVIIe siècle et détruit pendant la Révolution. Les ruines servaient de terrain pour la Manutention militaire, racheté à l'État par la ville pour y construire l'édifice.
Seule la chapelle des Carmélites avait été épargnée. Construite par l’architecte Didier Sansonnet de 1622 à 1643, elle est entièrement ornée de peintures sur la voûte et les murs, œuvre des peintres toulousains Jean-Pierre Rivalz, de son fils Antoine (pour les trompe-l’œil baroques réalisés fin XVIIe siècle) et de son successeur Jean-Baptiste Despax qui reprit l’ensemble du décor entre 1747 et 1751.
L’emplacement est idéal : c’est un quartier étudiant depuis le Moyen Âge (comme l’atteste la présence des collèges Saint-Raymond, Foix, Périgord…). En 1935, la bibliothèque universitaire est à côté (la cour de la bibliothèque communique avec les jardins de la bibliothèque universitaire derrière le pavillon du concierge) et l’Université de lettres et de droit est à proximité.

## Construction

### Jean Montariol, architecte de la ville de Toulouse

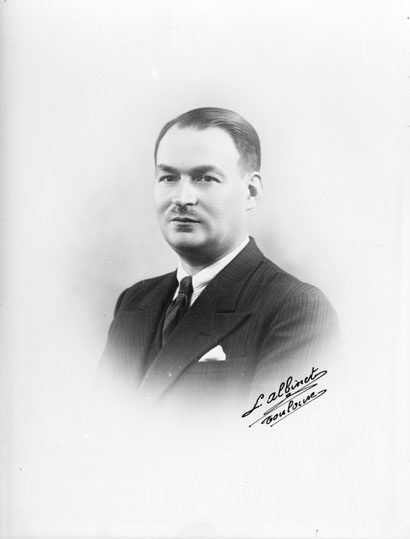
Portrait de Jean Montariol.

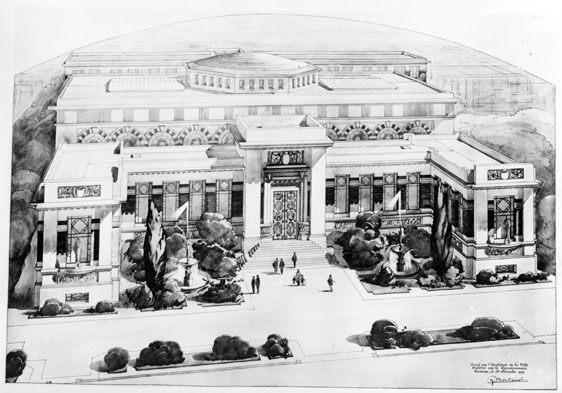
Jean Montariol, dessin de la perspective de la bibliothèque (1929).

Jean Montariol est l’architecte en chef de la ville de Toulouse de 1927 à 1949 : on peut considérer la bibliothèque comme le chef-d’œuvre de sa carrière. 
Parmi ses réalisations on peut citer : la piscine Alfred-Nakache au parc municipal des sports en 1931, plusieurs groupes scolaires (la Juncasse, Jules-Ferry, Jules-Julien), le kiosque à musique (place Pinel), ainsi que la bourse du travail, à l’angle de la place Saint-Sernin et de la rue Merly (1931, façade typiquement Art déco, blanche, ornée de bas-reliefs).

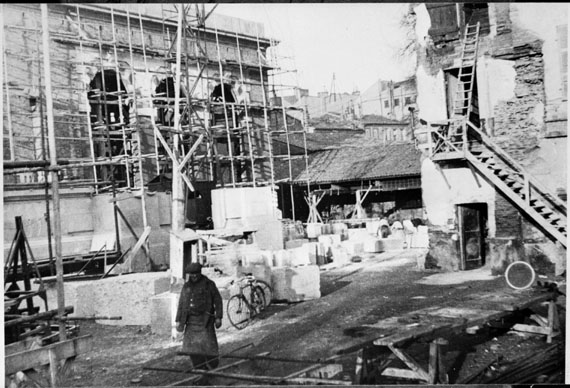
Échafaudages sur le chantier de construction de la bibliothèque.

Ce bâtiment est l’un des rares exemples d’architecture spécifiquement destinée à l’accueil d’une bibliothèque. L'architecte a pu s'inspirer de deux exemples en France : la bibliothèque Sainte-Geneviève à Paris, construite par Henri Labrouste et achevée en 1850, c’est-à-dire presque un siècle plus tôt. 
Parmi ces exemples, on peut citer la bibliothèque Carnegie à Reims, de style Art déco, construite par l’architecte rémois Max Sainsaulieu et inaugurée en 1928. Elle porte le nom du richissime industriel américain et grand mécène Andrew Carnegie, fondateur de la Dotation Carnegie pour la paix internationale, qui finança la reconstruction de la  bibliothèque de Reims au lendemain de la Grande Guerre. 
Au début des années 1930, un voyage d’étude a mené les autorités concernées par le projet toulousain (dont Étienne Billières et Pol Neveux) à visiter la toute nouvelle bibliothèque de Reims.

## Architecture et ornementation

### Un style Art déco
Le bâtiment de façade présente un style très géométrique : de grandes lignes verticales et horizontales, des angles droits, des corniches saillantes caractéristiques du style Art déco. Ce style est celui de la ligne droite, des couleurs franches. Il a succédé au style Art nouveau, très à la mode à la Belle Époque (avant la Première Guerre mondiale) et qui était à l’inverse tout en courbes et arabesques.
Les motifs octogonaux des fenêtres de la façade sont typiques de l’esthétique Art déco. Dans la cour, le pavillon (à l’époque pavillon du concierge), est particulièrement remarquable avec ses angles rentrants.

### Modernité et ornement
Du point de vue architectural, la bibliothèque présente des aspects très modernes et d’autres beaucoup plus classiques. L’utilisation du béton armé, le choix des toitures-terrasses sont des choix modernes. Le plan adopté est moderne également, il organise la partition des espaces : un bâtiment pour les services internes, un bâtiment pour le public, un bâtiment pour la conservation des collections (la règle a été appliquée rigoureusement). C’est un plan qui privilégie l’aspect fonctionnel : la forme doit être l’expression d’une fonction, être appropriée à un besoin. Ainsi les magasins ont six niveaux pour contenir le maximum de livres. Leur aspect extérieur est moins travaillé et ils sont en matériaux moins nobles (ciment et brique, pas d’utilisation de pierre). 
A contrario, le soin apporté au décor témoigne d’une conception plus classique de l’architecture. Jean Montariol accordait une grande importance au décor qu'il a dessiné en grande partie. Cela a donné lieu à une vive polémique entre l’architecte et l’inspecteur général des bibliothèques, Pol Neveux. Celui-ci est partisan d’une architecture dépouillée d’ornements comme le préconisent les mouvements d’avant-garde favorables à une architecture purement fonctionnaliste. Il reproche à Montariol de vouloir construire un bâtiment qui ressemble plus à « un casino » qu’à une bibliothèque, orné de « pâtisseries » ridicules. Il considère le décor inutile et coûteux alors que seul compte l’aménagement d’une bibliothèque moderne. Finalement, Montariol l’emportera : le fonctionnel et le décoratif sont réunis avec la volonté de présenter tous les arts : sculpture, ferronnerie, peinture, fresque, vitrail, mosaïque…

### Le décor

#### Des thèmes universels replacés dans un contexte méridional
À l’extérieur comme à l’intérieur les thèmes choisis pour le décor évoquent logiquement le livre, la lecture, l’étude, les arts et les sciences mais toujours dans un cadre toulousain, plus largement méridional ou occitan. On trouve partout des références à Toulouse ou à la région mêlés à des thèmes universels, à l’extérieur comme à l’intérieur.
Certains thèmes sont repris plusieurs fois dans le décor. Apollon et les muses figurent à la fois sur la fresque de Marc Saint-Saëns et sur la frise de Sylvestre Clerc (représenté en kouros sur le panneau des arts et des lettres), le thème des sept troubadours également.

#### Choix d'artistes méridionaux
Dans un contexte de crise économique, la municipalité a la volonté de faire travailler des entreprises et des artistes de la région. Presque tous les artistes choisis pour le décor appartiennent à la Société des artistes méridionaux, créée en 1905 par des artistes et artisans toulousains.

### Décor extérieur

Façade de la bibliothèque d'étude et du patrimoine, en 2014.

#### Cartouches de la partie supérieure
Ces cartouches sont signés Georges Vivent, alors président de la Société des artistes méridionaux. Le cartouche au-dessus de l’entrée présente les armes de la ville entourées de deux putti ; les deux cartouches sur les façades latérales représentent des cornes d’abondance.

#### Porte monumentale

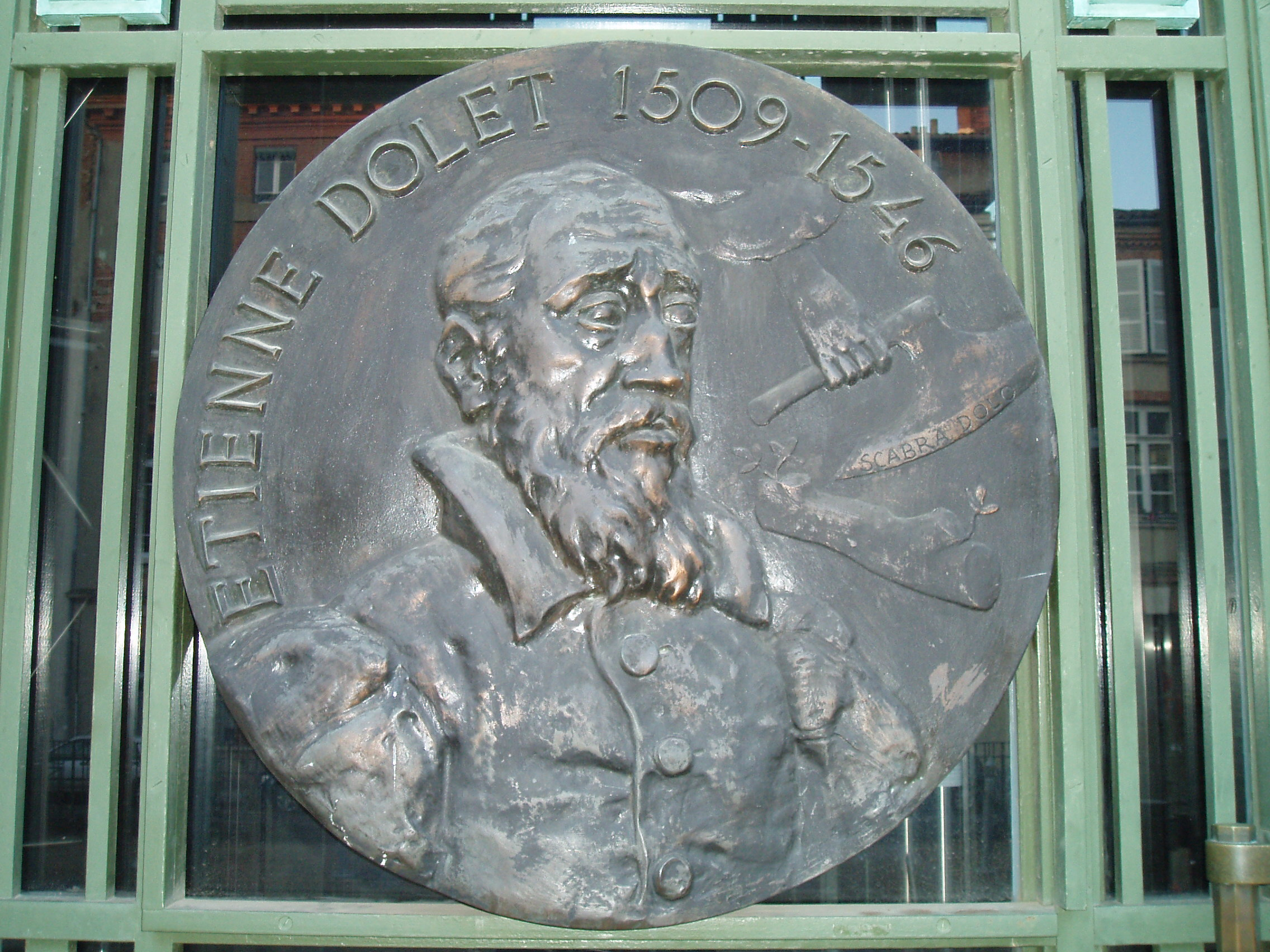
Portrait en médaillon d'Étienne Dolet sur la porte monumentale.

La porte monumentale en bronze présente l'histoire de l’imprimerie. Conçue et dessinée par Jean Montariol, c’est une œuvre de ferronnerie d’art exceptionnelle, réalisée par l’entreprise Borderel et Robert, dont le directeur artistique est Raymond Subes, un des plus célèbres ferronniers d’art (ferronneries pour la Banque de France à Paris, et pour des paquebots…). 
Elle contient dix médaillons de bronze avec la représentation des différentes presses et les portraits de Gutenberg, Robert Estienne, Étienne Dolet, Christophe Plantin. Les portraits d’Estienne, Dolet et Plantin sont accompagnés de leur marque d’imprimeur. Gutenberg est figuré avec une représentation de saint Jean Porte latine, patron des imprimeurs.

#### Frise sculptée

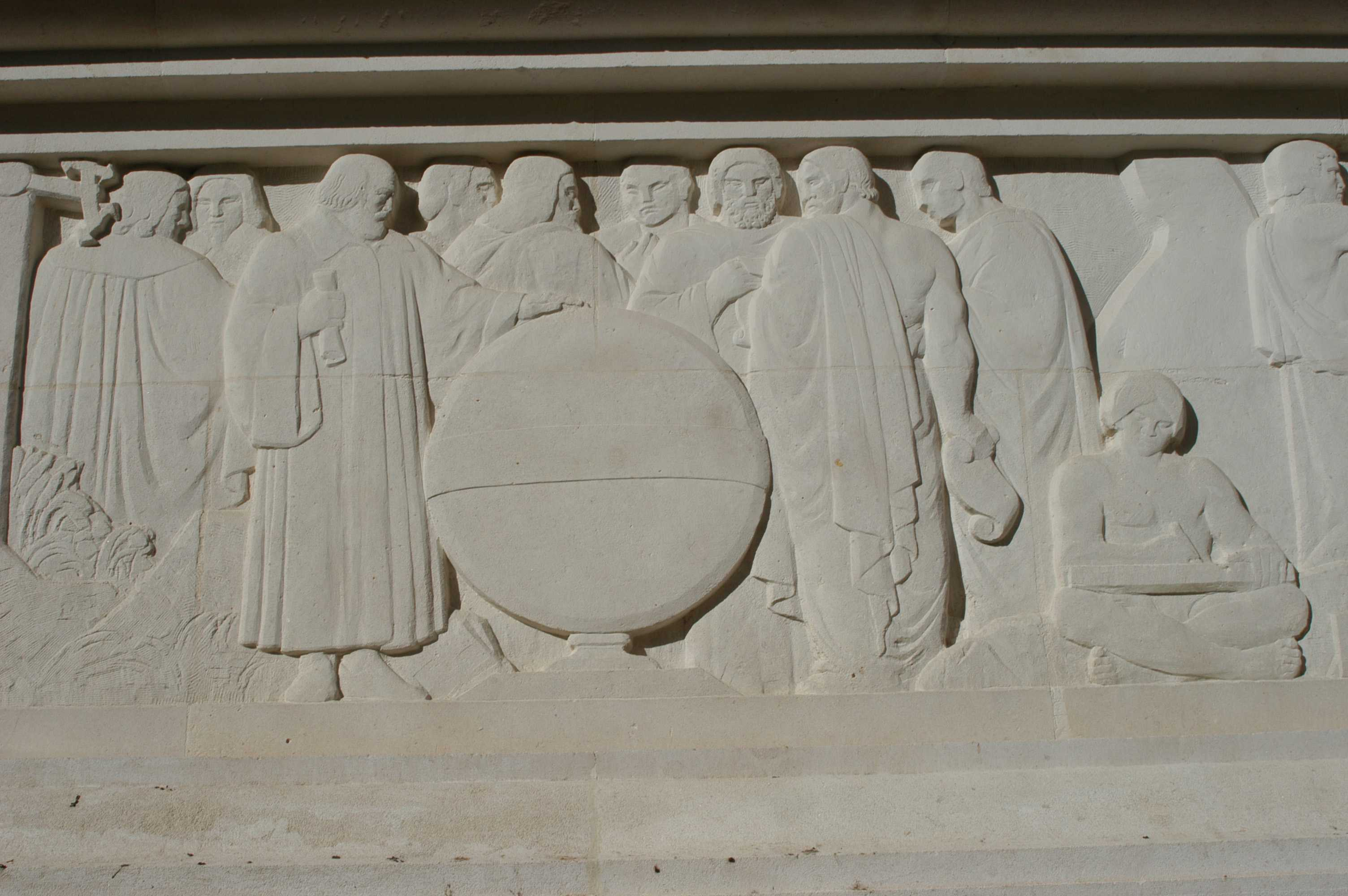
Sylvestre Clerc, Galilée présentant le globe terrestre (détail de la frise).

La frise, qui court de part et d'autre de la façade, est l'œuvre de Sylvestre Clerc, sculpteur toulousain formé à l'école des beaux-arts de la ville, puis de Paris. Il a obtenu plusieurs prix et la médaille d'argent en 1927 pour son Hercule enfant au Salon des artistes français à Paris (œuvre visible sur l'allée Frédéric-Mistral à Toulouse, et dont le plâtre est conservé au musée des Augustins). 
La frise représente tous les âges de l’humanité depuis la Préhistoire jusqu’aux découvertes scientifiques les plus récentes. Elle illustre ainsi l'histoire de l'émancipation de l'esprit humain. Le projet date de 1932, la frise se déroule sur une soixantaine de mètres de longueur et deux mètres de hauteur, c’est un travail considérable qui n’était pas entièrement achevé en 1935 lors de l'inauguration. La pierre utilisée est un calcaire oolithique blanc du Poitou (du type pierre des carrières de Brétigny à Jardres).
Le décor fait alterner des thèmes universels comme les légendes antiques, l’histoire des arts et des lettres (à gauche de l’entrée), l’histoire des sciences (à droite de l’entrée) et des thèmes régionaux (les Compagnons du Gai Savoir, Toulouse dévoilée par Cupidon : sur les façades des ailes).
À droite de la porte principale, une femme donne la becquée à un oiseau (symbole de la fécondité et de l’attention protectrice de la femme qui garantissent le devenir de l’humanité). À gauche, un homme agenouillé, tient un maillet et un ciseau (symbole de l’effort constructif).

#### Fontaines monumentales
Les fontaines sont signées Henry Parayre (1879-1970), sculpteur né à Toulouse, sous-directeur de l’école des beaux-arts de Toulouse. La Jeune littérature et la Littérature classique illustrent la tradition et modernité des collections de la bibliothèque : la jeune littérature avec ses bras levés, ses cheveux ondoyant est plus moderne que la littérature classique, représentée plus contemplative, dont la pose est plus sage et les formes plus épanouies. 
Le style est dans la lignée d’Aristide Maillol, en rupture avec la tradition toulousaine de l’école d'Alexandre Falguière, sculpteur né à Toulouse. Les sculptures en place sont des moulages.

### Décor intérieur

#### Hall

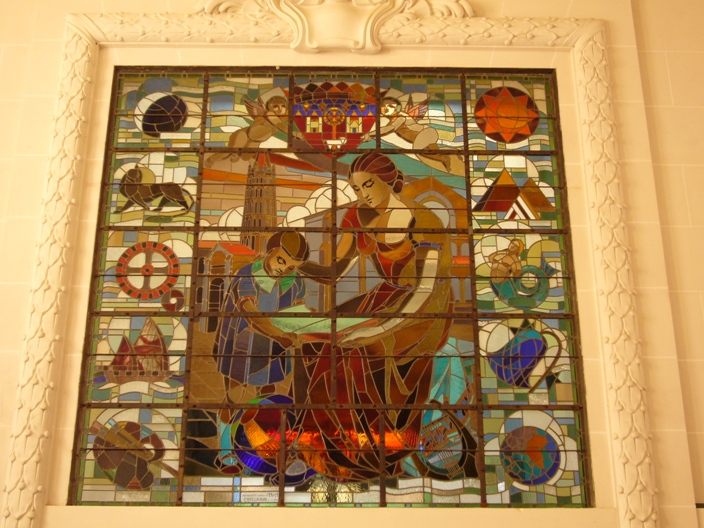
Édouard Bouillière, L'Éducation de l'enfance, vitrail.

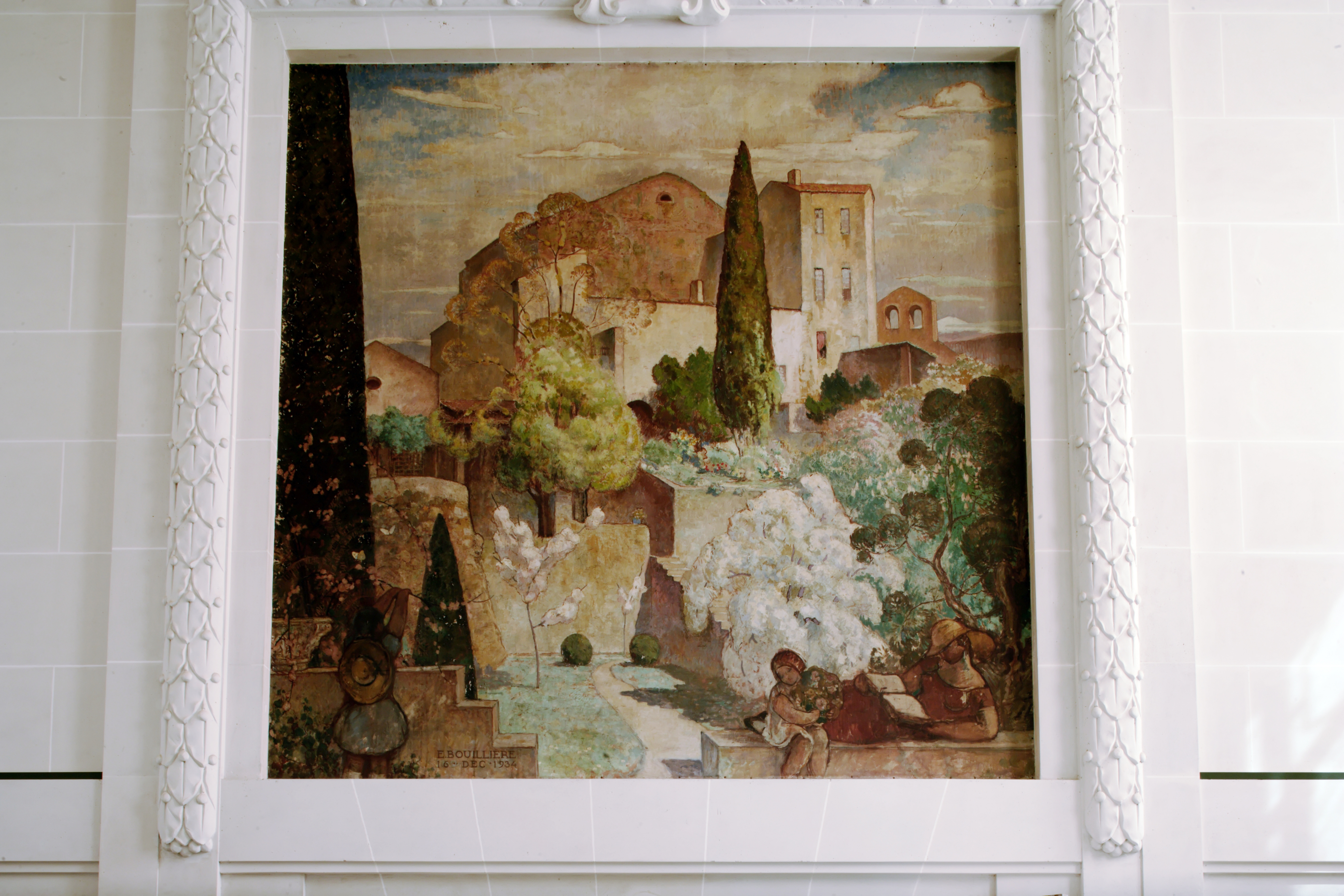
Édouard Bouillière, La Joie par la lecture, peinture.

Comme tous les espaces publics de la bibliothèque, le hall d’entrée a des proportions majestueuses, le sol est orné de carrelage en mosaïque polychrome. Le sas monumental en verre agrafé date de la rénovation de 2003.
À l’origine, des bureaux se trouvaient à la place de la salle d’exposition, la salle Région était dédiée à la consultation des manuscrits et des livres rares, la salle Patrimoine écrit, un lieu d’exposition.
Le second hall abritait le vestiaire et l’accès aux toilettes du sous-sol. On y voit encore les plaques relatives à l’inauguration : tous les artistes et les entreprises ayant participé au chantier sont cités.
Le vitrail, intitulé L'Éducation de l'enfance a été réalisé d'après un dessin d'Édouard Bouillière par le maître verrier André Rapp, né dans l’Eure, installé en région toulousaine et présent à l’exposition internationale des Arts et techniques de Paris en 1937. Il est surmonté des armoiries de la ville de Toulouse, et entouré des symboles des matières à étudier par l’enfant. À l’arrière plan : la basilique Saint-Sernin.
On trouve dans le second hall une toile d’Édouard Bouillière (1900-1967), professeur à l’école des beaux-arts de Toulouse et président de la Société des artistes méridionaux de 1950 à 1967. Remarquable paysagiste, il a continué le courant post-impressionniste languedocien. Le panneau est intitulé La Joie dans la lecture. L’artiste a représenté une femme lisant, entourée de ses enfants, dans un paysage méridional aux très belles tonalités claires et ocre.

#### La grande salle de lecture

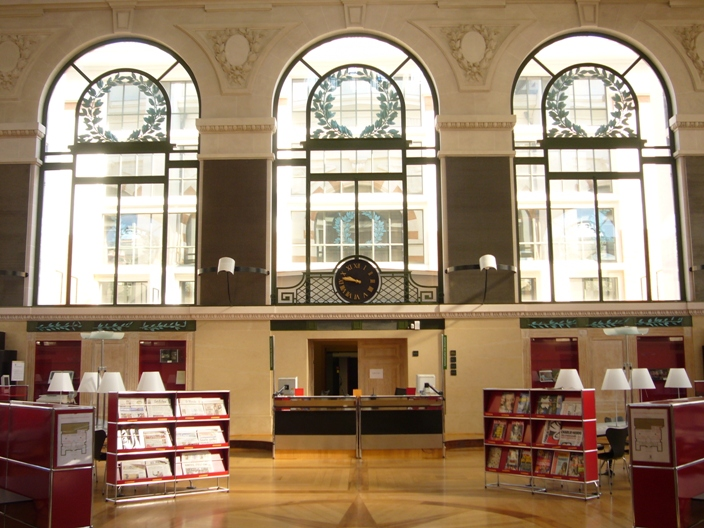
La banque de communication de la grande salle de lecture, en 2003.

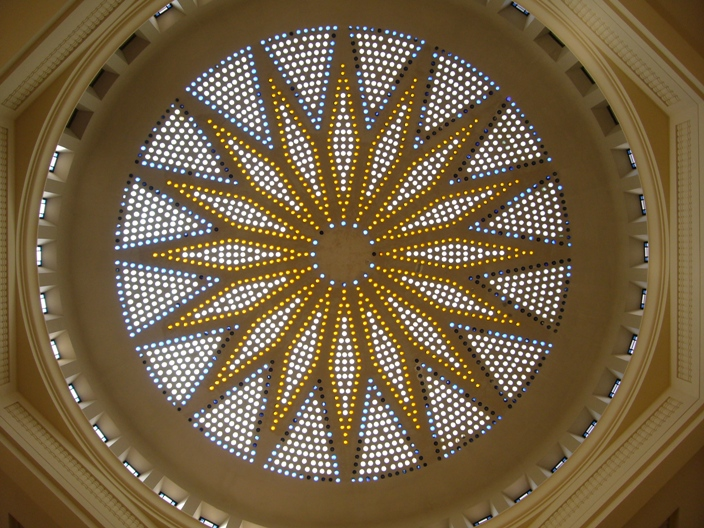
La coupole de la grande salle de lecture.

C’est la pièce maîtresse de la bibliothèque, l’espace de représentation par excellence, ses dimensions sont remarquables : cinquante deux mètres de long sur vingt mètres de large, soit  plus de 1 000 m2. C’est le plus large des trois bâtiments. La salle est construite d’un seul tenant grâce à l’utilisation du béton armé (aucune colonne ne vient rompre l’espace intérieur), la hauteur des murs est de dix mètres, recouverts de plaques de marbre.  
Centre de la composition, la coupole domine à quatorze mètres de hauteur, elle est en béton orné de pavés de verre de couleur dessinant une rosace, éclairée par des lanternons. 
L’importance accordée à la lumière est également remarquable : la salle est éclairée par deux grandes verrières au plafond, six vastes baies latérales en plein cintre et quinze baies plus petites. On voulait construire une bibliothèque modèle « baignée de lumière, nette et limpide, souriante et fraternelle ». 
La salle de lecture est placée sous la protection d’Apollon, qui est le dieu grec de la lumière : il est représenté sur la fresque avec sa lyre, et sur les vitres, les couronnes de lauriers (peintes au sulfate de cuivre) sont un de ses attributs, symbole d’excellence.
Le mobilier et le parquet sont contemporains, ils datent de la rénovation de 2003. Le parquet à la française (frêne, noyer, buis) dessine un rose des vents à l’aplomb de la coupole. À l’origine, le sol était couvert d’un linoléum, beaucoup plus silencieux.
Le mobilier est l’œuvre de designers contemporains : les tables de Norman Foster  et les chaises de Arne Jacobsen ont remplacé les fauteuils et tables conçus par Maurice Alet.

##### Le triptyque de Marc Saint-Saëns
Marc Saint-Saëns est l’artiste de la bibliothèque qui connaîtra la plus grande notoriété. Lorsque son projet est retenu en 1933, Marc Saint-Saëns a 30 ans. Il prévoit 80 m2 de travail à fresque, décor qui, selon l'artiste, s’intègre le mieux à l’architecture. Il fit même un voyage en Italie (Orvieto et Arezzo) pour observer la technique des maîtres anciens Fra Angelico, Luca Signorelli, Piero della Francesca… Elle a été réalisée d’août à décembre 1934. Cette œuvre lança sa carrière de peintre muraliste. Saint-Saëns fut ensuite peintre cartonnier de tapisserie (ami de Jean Lurçat, auteur du Chant du monde) ce qui lui apporta la célébrité.
La fresque est intitulée Le Parnasse occitan. Le Parnasse, résidence des Muses, est la montagne sacrée de Delphes. Mais ici tout est occitan : les troubadours, le paysage et la devise de Jacques Ier d’Aragon  : « la fe sens obras morta es » (« la foi sans les œuvres est morte »).
Elle se présente sous la forme d’un triptyque (chaque panneau mesurant 6,63 x 3,80 m). Au centre : sept poètes, à l’image des sept troubadours fondateurs du consistoire du Gai Savoir, groupés autour de l’un d’eux qui déclame sous la figure d’Apollon (Apollon est le dieu de la musique et de la poésie, et le conducteur des Muses). Le poète qui déclame est Pierre Frayssinet, poète toulousain mort en 1930 à l’âge de 25 ans.
Le panneau de gauche représente les neuf Muses, patronnes des chants et des sciences se dirigeant vers le groupe de troubadours. Sur la colline, l’architecte désigne la ville de Toulouse. Le panneau de droite est consacré aux artistes méridionaux, mêlés à des figures allégoriques (nymphes). On distingue au fond un monument dont les motifs architecturaux sont empruntés à l’hôtel d'Assézat.

#### Le magasin de livres

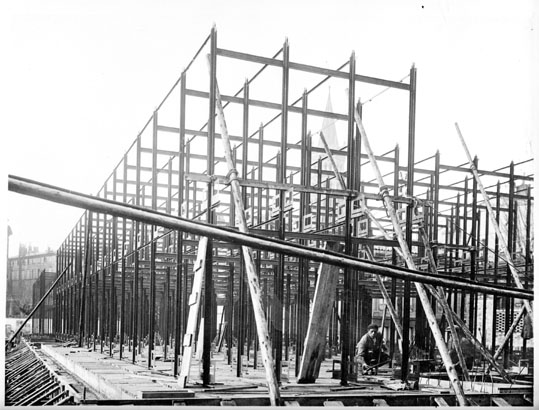
Structure métallique des magasins de la bibliothèque, lors de sa construction.

Long de 64 mètres, large de 12 mètres, c’est le plus long des trois bâtiments, des étages de 2.45 mètres de haut sont répartis sur six niveaux (du sous-sol au 4e étage). Contrairement aux deux autres corps de bâtiment, cet élément ne bénéficie d'aucune ornementation.
Le contraste est saisissant avec la salle de lecture. En effet, dès que l’on sort des espaces publics, le côté fonctionnel est privilégié : hauteur réduite, trois escaliers, deux ascenseurs (sur le plan de 1935) pour que les livres soient acheminés rapidement et facilement à la salle de lecture.
L’aspect du magasin a beaucoup changé avec la rénovation de 2003 : à l’origine, c’était un seul espace rythmé par les rayonnages. La division en cellules a été faite pour la protection incendie avec des portes coupe-feu.
Ce bâtiment est autoporteur : il a été construit autour d’une carcasse métallique, qui va du sous-sol à la toiture. Cette carcasse, qui a été mise en place avant les murs, soutient à la fois les plafonds, les planchers et les rayonnages : cela évite le problème du poids des livres sur les planchers, ce poids étant supporté par la structure elle-même. Ce procédé considéré comme révolutionnaire est néanmoins assez dangereux en cas d’incendie.
Les rayonnages à crémaillères ont été réalisés par la société des Forges de Strasbourg. Les épis à double face sont desservis par un couloir central et deux latéraux pour faciliter la circulation (seize rangées d’épis double face vers l’est, et douze vers l’ouest).
Leur hauteur est limitée à 2,25 m pour éviter le recours à un escabeau. Le stockage initial était prévu pour 645 000 volumes (soit environ 21 km linéaires de rayonnages).

#### Sous-sol
Aujourd’hui, le sous-sol abrite essentiellement des magasins de livres. À l’origine s’y trouvaient les Archives municipales, les services de reliure ainsi que des locaux techniques.

## La rénovation (1999-2003)

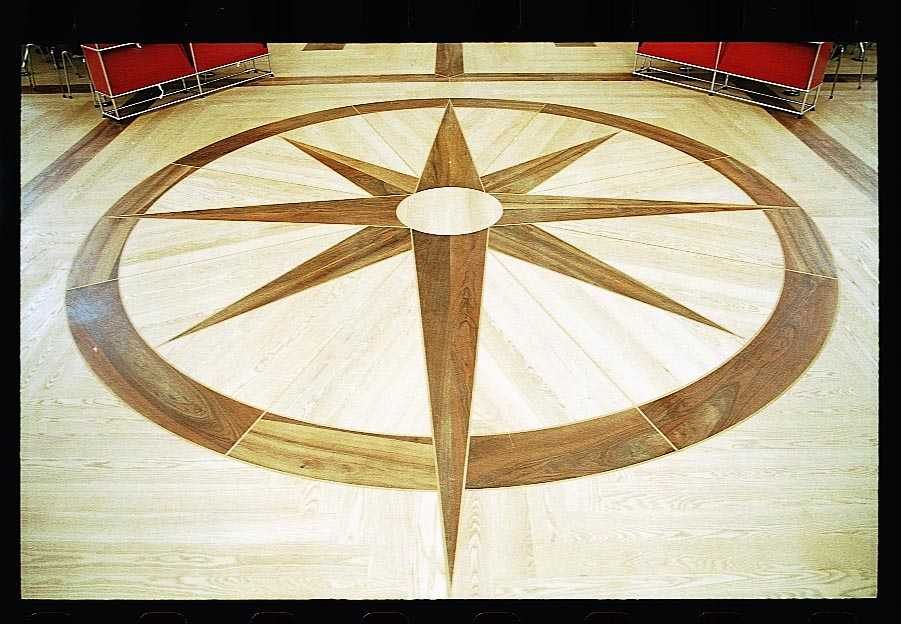
Parquet à la française (rose des vents), dans la grande salle de lecture, mis en place lors de la rénovation.

En juillet 1999, la bibliothèque ferme pour subir d'importants travaux de rénovation. Elle rouvrira en février 2003.
Les travaux, conduits par Dominique Letellier, architecte des bâtiments de France, ont consisté en divers aménagements : 
- pose d'un parquet à la française dans la grande salle de lecture (frêne, noyer, buis) : rose des vents à l’aplomb de la coupole, mobilier contemporain ;
- mise en place d'un sas monumental en verre agrafé dans le hall ;
- filtre ultraviolets sur les surfaces vitrées ;
- mise en place d'un système de climatisation ;
- mise en place d'un système anti-incendie : pose de portes coupe-feu et mise en place d’un système d’extinction incendie par gaz (FM 200).

## Fonctionnement et services proposés par la bibliothèque

### Salle «Étude»
Les ouvrages édités depuis 1980 sont empruntables à domicile (à l’exception du dépôt légal). 
- Un fonds général, proposant une collection encyclopédique (environ 220 000 documents, majoritairement en accès indirect), de niveau baccalauréat au cycle 2, dont la finalité est d’offrir à tout adulte les moyens de développer ou parfaire de manière autonome, dans tous les domaines de la connaissance, une forme d’expertise.

- Un fonds de périodiques, comprenant 230 abonnements en cours sur des thèmes essentiellement spécialisés et locaux. La bibliothèque conserve un très riche ensemble de presse estimé à 11000 titres depuis le XVIIe siècle.

### Salle «Région»

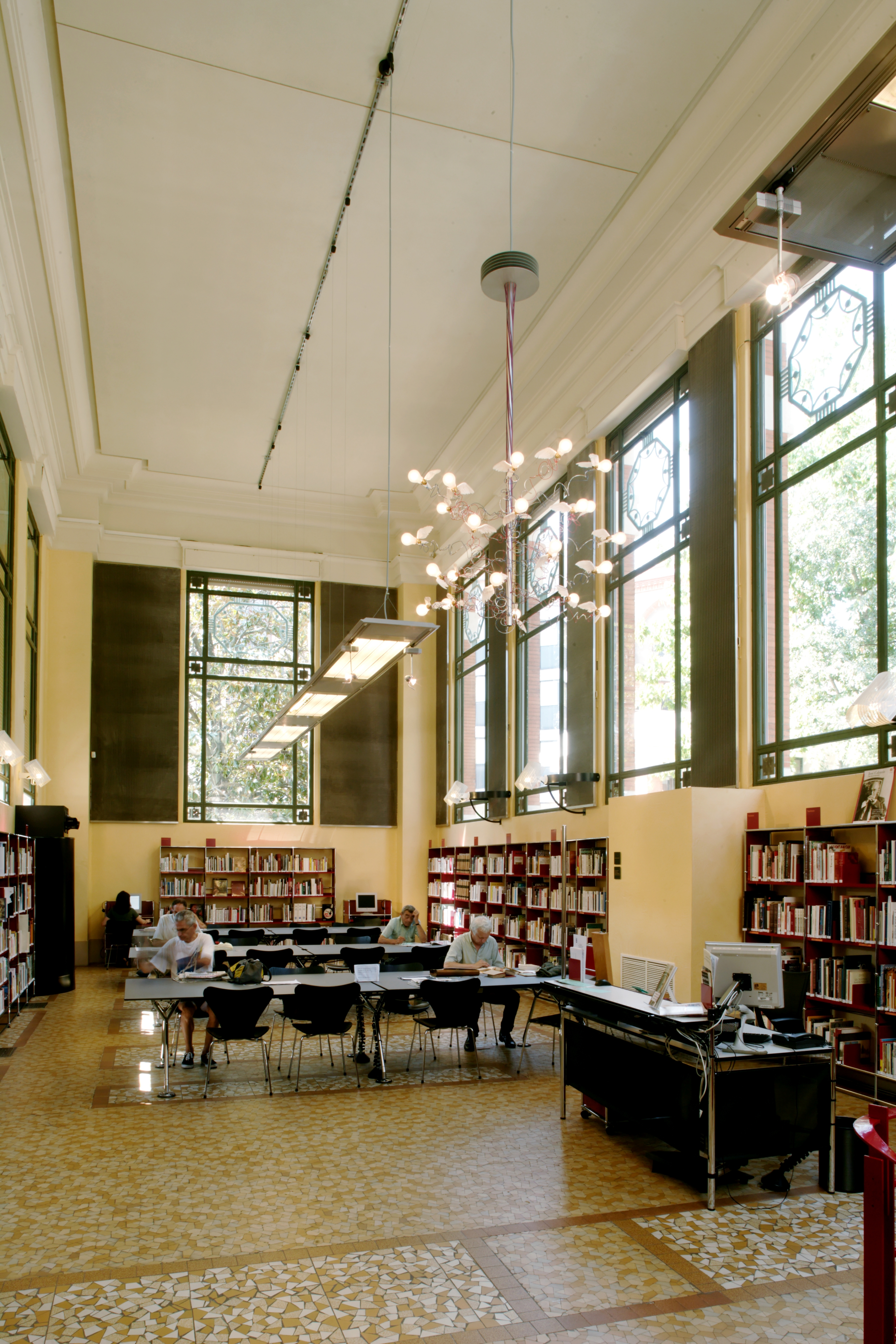
La salle Région.

- Un fonds régional d’exception : 60 000 ouvrages, journaux, revues, cartes, plans, guides, diapositives, disques, vidéos, concernant Toulouse et la région Midi-Pyrénées, la chaîne des Pyrénées, et les pays de langue d’oc.
- Une presse régionale qui couvre une large période, du XVIIe siècle à nos jours.

### Salle «Patrimoine écrit»
Un fonds remarquable de livres anciens, rares ou précieux. 150 000 ouvrages dont :
- Le fonds ancien qui regroupe les ouvrages imprimés (livres, journaux, revues, brochures, cartes, plans, estampes) de 1501 à 1815. Ce fonds comprend également des éditions toulousaines anciennes ou relatives à Toulouse dont certaines sont devenues rares ;
- Le fonds musical constitué de partitions, de livrets concernant surtout l’opéra français ;
- Les fonds XIXe siècle dans lesquels sont représentés des ouvrages de littérature populaire, de littérature de gare, des ouvrages scientifiques déposés par l’État, des reliures d’éditeurs et des ouvrages illustrés ;
- Le fonds de conservation jeunesse (FCJ) : 50 000  documents qui constituent un véritable panorama de la littérature jeunesse du XIXe siècle à nos jours ainsi qu'une sélection de jeux, surtout des ABCdaires;
- La réserve, où sont conservés : 
  - les manuscrits du Moyen Âge à nos jours (manuscrits enluminés, documents de l’Ancien Régime, correspondances et manuscrits d’écrivains et d'artistes contemporains tels que Maurice Magre, Antonin Perbosc, José Cabanis, Norbert Casteret, Déodat de Séverac…) ;
  - les documents rares et précieux de toutes les époques (incunables, éditions rares, belles reliures, ouvrages illustrés) ;
  - les livres d’artistes contemporains l’iconographie précieuse (estampes, photographies sur plaques de verre, affiches…) ;
  - les fonds spéciaux (Fonds Molière, Béraldi, Cauvet, Fonds Racine, Fonds maçonnique, Fonds russe…).

## Archives
- Inventaire du fonds d'archives de la Bibliothèque d'étude et du patrimoine  conservé à La contemporaine.